# Siphonotus brasiliensis
Siphonotus brasiliensis är en mångfotingart som beskrevs av Brandt 1837. Siphonotus brasiliensis ingår i släktet Siphonotus och familjen koppardubbelfotingar. Inga underarter finns listade i Catalogue of Life.